# Strobilanthopsis
Strobilanthopsis es un género de plantas con flores perteneciente a la familia Acanthaceae. El género tiene siete especies de hierbas nativas de las regiones tropicales de África.

## Especies
- Strobilanthopsis deutziaefolius
- Strobilanthopsis glutinifolia
- Strobilanthopsis hircina
- Strobilanthopsis hypericifolius
- Strobilanthopsis linifolia
- Strobilanthopsis prostrata
- Strobilanthopsis rogersii